# Operation Cowboy
Die Operation Cowboy (Codename: Task Force Andrews) fand am 28. April 1945 an einem Gestüt im damaligen Hostau (heute Hostouň, Tschechien) statt. Es war, neben der Schlacht um Schloss Itter, eines von zwei bekannten Gefechten des Zweiten Weltkriegs, bei dem Soldaten der United States Army und der Wehrmacht sowie auf beiden Seiten befreite Kriegsgefangene gemeinsam gegen Einheiten der Waffen-SS kämpften.

## Vorgeschichte

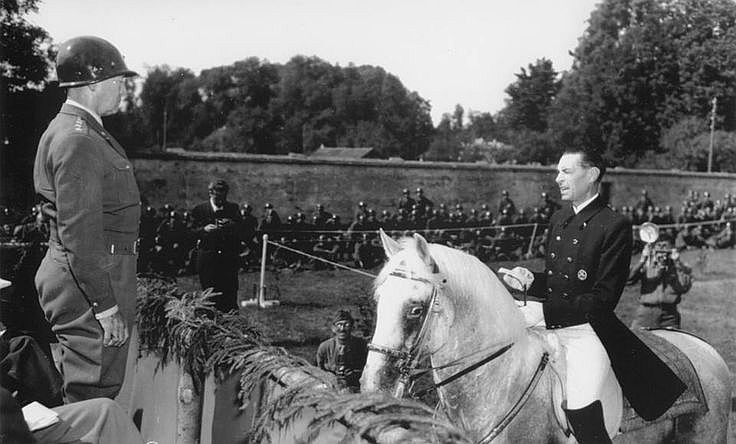
General George S. Patton und Oberstleutnant Alois Podhajsky, damaliger Kommandeur der Spanischen Hofreitschule, am 7. Mai bei einer Vorführung in St. Martin im Innkreis

Nach dem Anschluss Österreichs 1938 wurde die Spanische Hofreitschule in Wien dem Reichsministerium für Ernährung und Landwirtschaft unterstellt. Im Hinblick auf befürchtete Kampfhandlungen auch in Österreich wurden 1942 Teile der Spanischen Hofreitschule und vor allem die besonders bedeutenden Lipizzaner-Zuchtstuten aus der seit mehr als 400 Jahren bestehenden Zuchtherde Piber auf das Gestüt Hostau mit seinen drei Vorwerken Hassatitz (Hostětice), Zwirschen (Svržno) und Taschlowitz (Tasnovice), in den durch das nationalsozialistische Deutschland 1938 annektierten Teil der Tschechoslowakei, das Sudetenland, evakuiert.
Kurz vor Ende des Zweiten Weltkriegs lag die Rote Armee etwa 60 Kilometer östlich vor Hostau und auf der anderen Seite etwa 30 Kilometer westlich die Third United States Army.
Da die Rote Armee während der Befreiung Ungarns bereits den Großteil der Lipizzanerzucht des Königreichs Ungarn getötet und den Rest als Zugtiere für Munitionswagen verwendet hatte, erwog der Leiter der Spanischen Hofreitschule, Alois Podhajsky, der zunächst österreichischer Offizier gewesen und 1938 im Rang eines Majors in die Wehrmacht eingetreten war, die Evakuierung des Gestüts und die Rettung der Pferde, um den Fortbestand der Spanischen Hofreitschule und ihrer Pferde im zerfallenden Deutschen Reich zu sichern.

“The Bolshevik swine care nothing for horses. When they arrive they will slaughter them on the spot and fry them up as steaks to feed their hungry troops.”

„Die bolschewistischen Schweine kümmern sich nicht um Pferde. Wenn sie ankommen, werden sie sie an Ort und Stelle schlachten und sie als Steaks braten, um ihre hungrigen Truppen zu verpflegen.“

„Man hat aber gesehen: jetzt wird’s brenzlich; der Krieg geht zu Ende. Sowas hört man ja, fühlt man ja, weiß man ja. – Und da habe ich mich gefragt: was machen wir, wenn der Feind anrückt? – Wir können ja mit den Pferden nicht einfach weglaufen.“

Der Kommandeur des Gestüts, Oberstleutnant Hubert Rudofsky, plante daraufhin eine Vereinbarung zur Rettung der Pferde mit der vorrückenden US Army. Dafür wurde Kontakt zum in der Nähe liegenden 42. Kavallerie-Aufklärungseskadron der 2nd Cavalry Group der Third United States Army aufgenommen. Viele der Angehörigen des Aufklärungseskadron waren Reiter und hatten zuvor in berittenen Einheiten gedient. Nachdem General Patton der Operation zugestimmt hatte, gab er den Befehl, eine Task Force zu bilden.

## Gefecht
Die US-amerikanische Task Force bestand aus 325 Soldaten mit zwei Spähpanzern M8 Greyhound, mehreren Jeeps und M8-Scott-Haubitzen sowie fünf M24-Chaffee-Panzern. Der Kommandeur der Task Force Andrews war anfangs Major Robert P. Andrews, der das Kommando nach Ankunft am Gestüt an seinen Stellvertreter Captain Thomas M. Stewart übergab.
Nachdem die Artillerie des XII. US-Korps eine Lücke in die deutsche Verteidigung an der (vormaligen) Grenze der Tschechoslowakei geschlagen hatte, kämpfte sich die Task Force mehr als 30 Kilometer im noch vom Deutschen Reich mit mehreren Tausend Soldaten zweier Panzerdivisionen besetzten Gebiet bis nach Hostau vor. Nach Ankunft der Task Force sicherte diese am 26. April 1945 mit Hilfe der Artillerie des XII. US-Korps die Gegend um Hostau. Am selben Tag wurde der zuvor in der Nähe mangels Treibstoff liegengebliebene Geheimdienstoffizier Oberstleutnant Walter Holters auf dem Weg zu den US-Truppen durch diese in der Nähe von Hostau gefangen genommen. Diese Gelegenheit wurde genutzt, um eine friedliche Kapitulation auszuhandeln. Colonel Reed und Oberstleutnant Holters überzeugten daraufhin die deutschen Soldaten zu kapitulieren. Um deren Soldatenehre zu wahren, inszenierten die US-Truppen zunächst einen Scheinangriff, woraufhin die deutschen Truppen kapitulierten.
Nach der widerstandslosen Einnahme des Gestüts am 28. April 1945 rekrutierte und bewaffnete Andrews britische, französische, neuseeländische, polnische und serbische Kriegsgefangene, die zuvor befreit worden waren. Darüber hinaus wurden ebenfalls die zuvor gefangen genommenen Wehrmachtssoldaten wiederbewaffnet und eine Gruppe aus Polen geflüchteter desertierter Kosaken der 1. Kosaken-Division der Wehrmacht rekrutiert. Andrews rekrutierte diese Truppen zusätzlich, da seine Soldaten zahlenmäßig nicht in der Lage waren, die etwa 1.200 teilweise trächtigen Pferde und Fohlen abzutransportieren. Unter den aus dem Gestüt Hostau evakuierten Pferden befand sich die gesamte Lipizzaner-Zucht der Spanischen Hofreitschule, mehrere Vollblutaraber, Rennpferde und Traber sowie mehrere hundert Kosakenpferde. Zusätzlich wurden etwa 30 LKW mit Hafer, Heu, Stroh, Kartoffeln, der kompletten Gestütsapotheke, Sätteln und Geschirren abtransportiert.
Bevor das Gestüt am 15. Mai 1945 restlos evakuiert war, wurden die Truppen Andrews’ zweimal von Einheiten der Waffen-SS angegriffen. Beide Angriffe wurden mit nur zwei Toten auf Seiten der alliierten Verteidiger abgewehrt: Bei einem Gefecht in Rosendorf (Růžov) wurde am 30. April 1945, neben vier Verwundeten, Private First Class Raymond E. Manz getötet und Technician Fifth Grade Owen W. Sutton so schwer verletzt, dass er am 1. Mai 1945 verstarb. Beide waren Angehörige der Alpha Troop. Die SS-Einheiten erlitten so hohe Verluste, dass sie sich schließlich zurückzogen. Unmittelbar danach wurden die Pferde über mehr als 200 Kilometer per LKW, im Tross und reitend evakuiert.
Kurze Zeit später erreichten Panzer der Roten Armee das Gestüt Hostau. Gemäß der Festlegung in der Konferenz von Jalta im Februar 1945, dass die frühere Tschechoslowakei dem Machtbereich der Sowjetunion zugeschlagen werden sollte, vermieden die Truppen der Roten Armee jegliche Konfrontation mit der Task Force und ließen sie hinter amerikanische Linien nach Bayern abziehen.
Oberstleutnant Rudofsky wurde von den US-Truppen nicht in Kriegsgefangenschaft genommen, sondern auf freiem Fuß gelassen und verblieb als einziger auf dem Gestüt. Er wurde einige Tage später von tschechoslowakischen Gendarmen vorübergehend verhaftet.

## Nachwirkungen
Nachdem das Gestüt der Spanischen Hofreitschule durch US-Truppen erobert worden war, baten Generalleutnant Walton H. Walker und General George S. Patton, die beide begeisterte Reiter waren, um eine Vorführung der weißen Lipizzaner. Am Ende der Show, die am 7. Mai 1945 in St. Martin stattfand, hielt Podhajsky sein Pferd vor General Patton an und salutierte. Unbestätigten Informationen zufolge kannten sich der Olympiateilnehmer Patton und der Bronzemedaillengewinner bei den Olympischen Sommerspielen 1936 Podhajsky schon vor dem Zweiten Weltkrieg durch verschiedene Wettkämpfe und Reitveranstaltungen. Bereits im April 1945 fand ein Treffen zwischen Podhajsky und General Patton statt, bei dem Podhajsky um Schutz für die Spanische Hofreitschule vor allem in der ungewissen Nachkriegszeit bat und in dem über eine Rettung der übriggebliebenen Pferde gesprochen und diese dann vereinbart wurde.

„Wir hatten Tod und Zerstörung so satt und wollten etwas Schönes tun.“

Fast alle Lipizzaner aus der Zuchtherde Piber und insgesamt 215 Lipizzaner wurden nach dem Zweiten Weltkrieg an Podhajsky und die Spanische Hofreitschule zurückgegeben.
Podhajsky schilderte die Vorgänge in seinen nach dem Zweiten Weltkrieg verfassten Memoiren Meine tanzenden weißen Pferde, die 1962 als Grundlage für den Disney-Film Flucht der weißen Hengste (Originaltitel Miracle of the White Stallions) dienten.
Im Jahr 1982 übergaben Thomas Klestil, der damalige österreichische Botschafter in den Vereinigten Staaten, und der damalige Präsident der Wirtschaftskammer Österreichs Rudolf Sallinger einen Lipizzaner als Geschenk an den damaligen US-Präsidenten Ronald Reagan.

„Dieses Pferd symbolisiert den Dank, den die österreichische Wirtschaft den Vereinigten Staaten für ihre großzügige Unterstützung schuldet, um uns Freiheit und eine freie und effiziente Wirtschaft nach dem Zweiten Weltkrieg zu bringen. Ich erinnere mich auch gerne daran, wie diese Pferde von General Patton gerettet wurden. Und, Herr Präsident, dieses Pferd ist ein persönliches Geschenk an Sie und ein Geschenk an das amerikanische Volk.“

Am 23. Mai 2015 wurde in Hostouň der 70. Jahrestag der Operation Cowboy und der 100. Jahrestag des 1915 gegründeten Gestüts Hostau begangen.